# Rispebjerg
Rispebjerg är en kulle i Danmark. Den ligger i Region Hovedstaden, i den östra delen av landet. Toppen på Rispebjerg är 23 meter över havet. Rispebjerg ligger på ön Bornholm.
Närmaste större samhälle är Nexø, 7,9 km nordost om Rispebjerg. 